# Ахмерово (Бакалинський район)
Ахме́рово (рос. Ахмерово, башк. Әхмәр) — присілок у складі Бакалинського району Башкортостану, Росія. Входить до складу Старокуручевської сільської ради.
Населення — 41 особа (2010; 75 у 2002).
Національний склад:
- татари — 76 %